# 1924 في النمسا
فيما يلي قوائم الأحداث التي وقعت خلال عام 1924 في النمسا.

## سياسة

### تعيين في المنصب
- 30 ديسمبر – ماكس أدلر Substitute Member of the Constitutional Court of Austria ‏.

## مواليد

### يناير
- 1 يناير – جوزيف جربر
- 13 يناير – بول فايراباند

### مارس
- 13 مارس – مينهارد مايكل موسر

### مايو
- 2 مايو – ثيودور بيكل

### يونيو
- 5 يونيو – غريتا فريدمان مساعدة طبيب أسنان من الولايات المتحدة الأمريكية.

### يوليو
- 18 يوليو – فريدريك دي هوفمان

### أغسطس
- 21 أغسطس – روبرت كورنر لاعب كرة قدم نمساوي.

### سبتمبر
- 27 سبتمبر – فريد سنجر

### نوفمبر
- 14 نوفمبر – ألفريدو باور
- 16 نوفمبر – حاييم بارليف

## وفيات

### أبريل
- 19 أبريل – إميل كول (مواليد 1862) فيزيائي نمساوي.